# 2198 Ceplecha
2198 Ceplecha هو كويكب، يقع ضمن حزام الكويكبات. اكتشف في 7 نوفمبر 1975.

## روابط خارجية
- 2198 Ceplecha في قاعدة بيانات مختبر الدفع النفاث لأجرام النظام الشمسي الصغيرة

- الاكتشاف · مخطط المدار ·  العناصر المدارية · المعلمات المادية

- 2198 Ceplecha على موقع ويكي سكاي: DSS2, SDSS, GALEX, IRAS, Hydrogen α, X-Ray, Astrophoto, Sky Map, Articles and images